# Mehdi Filali
Mehdi Filali est un karatéka français né le 5 juillet 1999 à Marseille. Dès son plus jeune âge, Mehdi se positionne parmi les meilleurs espoirs de son sport. Intégré au collectif France Karaté en 2009, il est aujourd'hui l'un des fers de lance de l'équipe de France de karaté grâce notamment à son palmarès impressionnant : champion du monde, quatre fois champion d'Europe et dix fois champion de France.

## Carrière
Mehdi Filali fait ses premiers pas sur un tatami dans un club local de Marseille. Rapidement, il truste les podiums nationaux et ses premiers titres de champion de France.  
En 2009, Mehdi intègre l'équipe de France de karaté dans la catégorie juniors +76kg. Pour ses premiers championnats d'Europe la même année, il termine cinquième du continent. Prometteur, mais insuffisant pour le jeune Marseillais qui a déjà faim de victoires et de titres. Cinquième également en 2015, le karatéka Français débloque son compteur de médailles internationales en 2017 en Bulgarie en remportant le titre de champion d'Europe. Voilà le combattant français à sa place ! 
2017 marque également pour lui ses premiers pas internationaux chez les seniors, avec sa première participation à une Karate 1 - Premier League (32 meilleurs athlètes mondiaux de chaque catégorie). Première participation, premier podium. Le Marseillais repart en bronze d'Allemagne et affirme sa place parmi les meilleurs poids lourds du globe.  
En 2018, Mehdi Filali alterne entre compétitions chez les seniors (+18 ans) et chez les espoirs (-21 ans) pour parfaire son expérience et affiner son karaté. Un pari gagnant, le karatéka tricolore termine l'année avec 4 nouvelles médailles internationales et un titre de vice-champion d'Europe chez les espoirs.  
Le combattant français continue d'agrandir son palmarès au fil des années avec pas moins de 6 podiums en 2019 avant d'être ralenti par la pandémie de la Covid-19 en 2020 puis sa non-qualification pour les Jeux Olympiques de Tokyo en 2021. Un coup dur dans la carrière du Français quand on sait que c'était la seule apparition du karaté dans l'histoire des Jeux Olympiques.  
La résilience, c'est à ça que l'on reconnait les grands champions. Et un grand champion, on peut dire que s'en est un (1m92) ! De retour au meilleur de sa forme en 2022, Mehdi décroche son premier titre de référence chez les seniors : il devient champion d'Europe par équipe à Gaziantep (TUR) aux côtés de ses compatriotes Steven Da Costa, Jessie Da Costa, Hendrick Confiac, Enzo Berthon, Younesse Salmi et Kilian Cizo.  
L'année suivante, le Marseillais continue de dérouler et d'étendre son talent en réalisant un doublé historique : il décroche le titre de champion d'Europe et de champion du monde la même année en individuel ! D'abord en Espagne, en mars 2023, Mehdi décroche l'or individuel le samedi avant de défendre son titre par équipe le dimanche. La finale se termine en argent cette fois, mais la constance, elle, est bien là. 7 mois plus tard, on retrouve celui qui est gardien de la paix dans la vie professionnelle à Budapest (HUN) pour les championnats du monde. Et là, la magie opère... Surpuissant, le Français écarte ses adversaires un à un pour monter sur le toit du monde, l'histoire est en marche. Le lendemain, le néo-champion du monde était de retour sur le tatami aux côtés de ses compatriotes pour décrocher une belle médaille de bronze par équipe, comme pour parachever cette belle épopée.  
Si le karatéka marseillais rentre d'Hongrie avec le titre suprême, il y laissera tout de même une main. Victime d'une fracture à la main pendant les éliminatoires de la compétition, Mehdi est écarté des tatamis pendant plusieurs mois avant de signer son retour en mars 2024, pour la défense de la couronne européenne. Le titre lui échappe cette fois, mais il revient ENCORE avec deux nouvelles médailles de ces championnats : le bronze en individuel, et le bronze par équipe.  
2025 marque donc pour lui le retour au sommet de sa forme. Complètement guéri de sa blessure, le Français retrouve les sommets de l'Europe en mai 2025 en décrochant pour la seconde fois de sa carrière le titre de champion d'Europe seniors chez les poids lourds, une véritable prouesse. Comme à son habitude, une médaille ne suffit pas à Mehdi. Il décroche également la médaille de bronze par équipe, pour la deuxième année consécutive.  
Qualifié pour les Jeux Mondiaux qui se dérouleront à Hangzhou (Chine) en août 2025, le Français voit devant lui un autre défi de taille : la remise en jeu de son titre mondial en octobre 2025, au Caire (Egypte). Alors, après le doublé Europe/monde 2023, aura-t-on le droit à la même chose cette année ? Première étape validée, réponse en octobre prochain en Egypte.  

## Palmarès
| Année | Compétition                   | Lieu                  | Résultat | Catégorie          |
| ----- | ----------------------------- | --------------------- | -------- | ------------------ |
| 2025  | Championnats d'Europe         | Erevan (Arménie)      | 1er      | combats +84kg      |
| 2025  | Championnats d'Europe         | Erevan (Arménie)      | 3e       | combats par équipe |
| 2024  | Premier League                | Casablanca (Maroc)    | 3e       | combats +84kg      |
| 2024  | Championnats d'Europe         | Zadar (Croatie)       | 3e       | combats +84kg      |
| 2024  | Championnats d'Europe         | Zadar (Croatie)       | 3e       | combats par équipe |
| 2023  | Championnats du monde         | Budapest (Hongrie)    | 1er      | combats +84kg      |
| 2023  | Championnats du monde         | Budapest (Hongrie)    | 3e       | combats par équipe |
| 2023  | Championnats d'Europe         | Guadalajara (Espagne) | 1er      | combats +84kg      |
| 2023  | Championnats d'Europe         | Guadalajara (Espagne) | 2e       | combats par équipe |
| 2023  | Premier League                | Le Caire (Egypte)     | 3e       | combats +84kg      |
| 2022  | Championnats d'Europe         | Gaziantep (Turquie)   | 1er      | combats par équipe |
| 2019  | Championnats du monde U21     | Santiago (Chili)      | 2e       | combats +84kg      |
| 2019  | Premier League                | Moscou (Russie)       | 3e       | combats +84kg      |
| 2019  | Premier League                | Tokyo (Japon)         | 3e       | combats +84kg      |
| 2019  | Premier League                | Shanghaï (Chine)      | 3e       | combats +84kg      |
| 2019  | Premier League                | Dubaï (UAE)           | 2e       | combats +84kg      |
| 2019  | Premier League                | Paris (France)        | 3e       | combats +84kg      |
| 2018  | Premier League                | Rabat (Maroc)         | 1er      | combats +84kg      |
| 2018  | Premier League                | Rotterdam (Pays-Bas)  | 3e       | combats +84kg      |
| 2018  | Championnats d'Europe U21     | Sotchi (Russie)       | 2e       | combats +84kg      |
| 2018  | Premier League                | Paris (France)        | 2e       | combats +84kg      |
| 2017  | Premier League                | Leipzig (Allemagne)   | 3e       | combats +84kg      |
| 2017  | Championnats d'Europe juniors | Sofia (Bulgarie)      | 1er      | combats +76kg      |